# 四塘镇 (平果市)
四塘镇，是中华人民共和国广西壮族自治区百色市平果市下辖的一个乡镇级行政单位。

## 行政区划
四塘镇下辖以下地区：
印山村、安邦村、灵塘村、龙盘村、明江村、金洲村、新城村、金坡村、金玉村、福坦村、金沙村和福六村。